# Derambila galactina
Derambila galactina là một loài bướm đêm trong họ Geometridae.